# Sophronisca elongata
Sophronisca elongata är en skalbaggsart som beskrevs av Stefan von Breuning 1943. Sophronisca elongata ingår i släktet Sophronisca och familjen långhorningar.
Artens utbredningsområde är Ghana. Inga underarter finns listade i Catalogue of Life.